# Polia purpurea
Polia purpurea is een soort in de taxonomische indeling van de snoerwormen (Nemertea). De huid van de worm is geheel met trilharen bedekt. De snoerworm jaagt op prooien van zijn eigen omvang en vangt deze met behulp van zijn slurf. 
De worm komt uit het geslacht Polia. Polia purpurea werd in 1846 beschreven door Armand de Quatrefages.